# Irrlicht Engine
Irrlicht (вимов. ірлікт) — ігровий 3d графічний рушій з відкритим початковим кодом. Кросплатформний, офіційно існує під платформи Windows, Mac OS X, Linux, Windows CE, також зважаючи на це існують перенесення і на інші платформи, включаючи Xbox, PlayStation Portable, SymbianOS and iPhone.
| Програмне забезпечення | Це незавершена стаття про програмне забезпечення. Ви можете допомогти проєкту, виправивши або дописавши її. |

## Зноски
1. ↑  Authors
2. 1 2 3 4  Platforms